# Erythrus rothschildi
Erythrus rothschildi là một loài bọ cánh cứng trong họ Cerambycidae.